# Rosalia Romaniec
Rosalia Romaniec (* 1972 in Gliwice, Polen) ist eine deutsch-polnische Journalistin und Regisseurin.

## Biografie
Romaniec arbeitete nach dem Abitur kurz als Reporterin einer Lokalzeitung, bis sie 1992 ein Studium in Deutschland begann. Sie studierte Journalistik, Politikwissenschaften und Sport an der Universität Heidelberg und der Universität Dortmund.
Seit dem Volontariat bei der Deutschen Welle in Köln arbeitet sie als freie Autorin für verschiedene deutsche und polnische Medien, darunter für die Deutsche Welle, den Rundfunk Berlin Brandenburg, sowie mehrere andere ARD-Rundfunkanstalten. 2002 zog sie von Köln nach Berlin.
In der Hauptstadt arbeitete sie jahrelang als Korrespondentin des Polnischen Programms der Deutschen Welle (DW) im Hauptstadtstudio Berlin und als Autorin des deutschen Programms der DW. Bis 2016 war sie auch als Autorin und Moderatorin beim Fernsehprogramm des Rundfunks Berlin Brandenburg in Potsdam tätig. Sie schrieb auch für die polnische Tageszeitung Gazeta Wyborcza.
Von 2016 bis 2018 leitete sie die Redaktion Östliches Mitteleuropa der Deutschen Welle mit vier Sprachredaktionen (Polnisch, Griechisch,  Bulgarisch und Rumänisch) in Bonn. Von 2018 bis 2020 war sie Leiterin der Abteilung Politik bei der DW in Berlin. Seit Februar 2020 leitet sie das Hauptstadtstudio der Deutsche Welle in Berlin. 2006/08 war sie Vorsitzende des Vereins der Ausländischen Presse in Deutschland.

## Filmografie
- 2013: Meine Familie und der Spion    (ARD / WDR – 43 Min.)
- 2013: Im Namen des Sohnes   (WDR – 57 Min.)
- 2014: Lernt polnisch – Opposition lernen in der DDR  (DW  – 43 Min.)
- 2015: 2 + 4 + X – Eine kurze Geschichte der Wiedervereinigung   (DW – 43 Min.)
- 2019: Zukunft Europa   (DW – 43 Min.)

## Preise und Auszeichnungen
- 2013: Publikumspreis des Filmfestivals NURT in Kielce / Polen[3]
- 2014: Deutsch-Polnischer Journalistenpreis Tadeusz Mazowiecki, Kategorie Fernsehen
- 2015: 2. Dokumentarfilmpreis „Festiwal Sztuki Faktu“ in Thorn / Polen[4]